# Saint-Vulbas

Saint-Vulbas este o comună în departamentul Ain din estul Franței.